# Ceglédbercel
Ceglédbercel är en ort i Ungern.   Den ligger i provinsen Pest, i den centrala delen av landet, 60 km sydost om huvudstaden Budapest. Ceglédbercel ligger 124 meter över havet och antalet invånare är 4 710.
Terrängen runt Ceglédbercel är platt. Runt Ceglédbercel är det ganska tätbefolkat, med 139 invånare per kvadratkilometer. Närmaste större samhälle är Cegléd, 11,4 km sydost om Ceglédbercel. Trakten runt Ceglédbercel består till största delen av jordbruksmark.